# Неер, Каспар
Каспар Неер (нем. Caspar Neher; полное имя — Рудольф Людвиг Каспар; 11 ноября 1897, Аугсбург, — 30 июня 1962, Вена) — немецкий и австрийский сценограф. Постоянный сотрудник драматурга и режиссёра Бертольта Брехта, с которым был дружен ещё со школы.

## Биография
Каспар Неер родился в семье учителя Карла Вильгельма Неера, учился в Аугсбурге в гимназии Св. Анны, где в 1913 году остался на второй год, и был переведён своим отцом в Баварскую королевскую реальную гимназию. Здесь Неер сблизился со своим одноклассником Бертольтом Брехтом и уже в гимназические годы, как пишет Э. Шумахер, воплощал в рисунках художественные образы Брехта.
В 1915 году, увлечённый шовинистической пропагандой, Неер вступил добровольцем в действующую армию, воевал на Западном фронте. После демобилизации, с 1919 года, обучался живописи в Мюнхене.
С 1922 года Неер работал в мюнхенском «Каммершпиле»; первой совместной с Брехтом работой стал спектакль «Жизнь короля Эдуарда II», поставленный Брехтом в «Каммершпиле» в 1924 году. В том же году вместе с Брехтом отправился в Берлин, где до 1926 года работал в Немецком театре у Макса Рейнхардта, оформлял главным образом спектакли, поставленные Эрихом Энгелем. В дальнейшем работал в разных театрах Берлина, включая Кролль-оперу; оформил постановки пьес Брехта: «Ваал» в 1926 году в Немецком театре, в 1928 году — спектакль Энгеля по пьесе «Человек есть человек» в «Фольксбюне», где впервые применил занавес, закрывавший только нижнюю половину сцены и позволяющий зрителям видеть перемену декораций; «занавес Неера», как его стали называть позже, часто использоваться в брехтовских
спектаклях, в том числе в театре «Берлинер ансамбль». В том же 1928 году оформил знаменитую постановку «Трёхгрошовой оперы» в Театре на Шиффбауэрдамм. «В лице Неера, — пишет Шумахер, — Брехт обрёл идеального театрального художника, ибо Неер мыслил человеческими фигурами, он создавал сценический образ, отталкиваясь от реально действующего человека…».
После прихода нацистов к власти в 1933 году Неер, в отличие от Брехта, остался в Германии, но работал преимущественно в оперных театрах, в том числе в «Ла Скала». В 1948 году он принял австрийское гражданство, но после образования в 1949 году в восточном секторе Берлина театра «Берлинер ансамбль» возобновил своё сотрудничество с Брехтом. Продолжал работу в оперных театрах, в частности оформлял спектакли на Зальцбургском фестивале и в «Метрополитен-опера»; как художник принял участие в первых постановках опер «Смерть Дантона» Г. фон Эйнема (1947), «Антигона» К. Орфа (1949), «Пенелопа» М. Либермана (1954).

## Сценографические работы
- 1922 — «Барабаны в ночи» Б. Брехта. Постановка Отто Фалькенберга — Немецкий театр, Берлин
- 1923 — «В чаще городов» Б. Брехта. Постановка Эриха Энгеля — Резиденцтеатр, Мюнхен
- 1924 — «Жизнь короля Эдуарда II» Б. Брехта и Л. Фейхтвангера. Постановка Б. Брехта — «Каммершпиле», Мюнхен
- 1926 — «Человек есть человек» Б. Брехта. Постановка Якоба Гейса — Дармштадтский театр
- 1928 — «Трёхгрошовая опера» Б. Брехта и К. Вайля. Постановка Э. Энгеля — Театр на Шиффбауэрдамм, Берлин
- 1928 — «Человек есть человек» Б. Брехта. Постановка Э. Энгеля — «Фольксбюне», Берлин
- 1931 — «Человек есть человек» Б. Брехта. Постановка Б. Брехта — Государственный театр, Берлин

«Берлинер ансамбль»
- 1949 — «Мамаша Кураж и её дети» Б. Брехта. Постановка Б. Брехта и Э. Энгеля (оформил совместно с Тео Отто)
- 1949 — «Господин Пунтила и его слуга Матти». Постановка Б. Брехта и Э. Энгеля
- 1957 — «Жизнь Галилея» Б. Брехта. Постановка Б. Брехта и Э. Энгеля

Другие театры
- 1955 — «Добрый человек из Сычуани» Б. Брехта. Постановка Ганса Швейкарта — «Каммершпиле», Мюнхен
- 1955 — «Дни Коммуны» Б. Брехта. Постановка Бенно Бессона и Манфреда Векверта по режиссёрскому плану Брехта — Гродской театр, Карл-Маркс-Штадт
- 1959 — «Святая Иоанна скотобоен» Б. Брехта. Постановка Густафа Грюндгенса — «Шаушпильхауз», Гамбург